# 大澤站 (新潟縣)
大澤站（日语：／ Ōsawa eki */?）是東日本旅客鐵道（JR東日本）的鐵路車站，位於新潟縣南魚沼市大澤。本站是無人站，由越後湯澤站管理。
車站設有自動售票機、自動販賣機、公共電話及廁所。
雖然北越急行北北線的列車也會經過此站，但北北線的列車全部皆會通過此站。

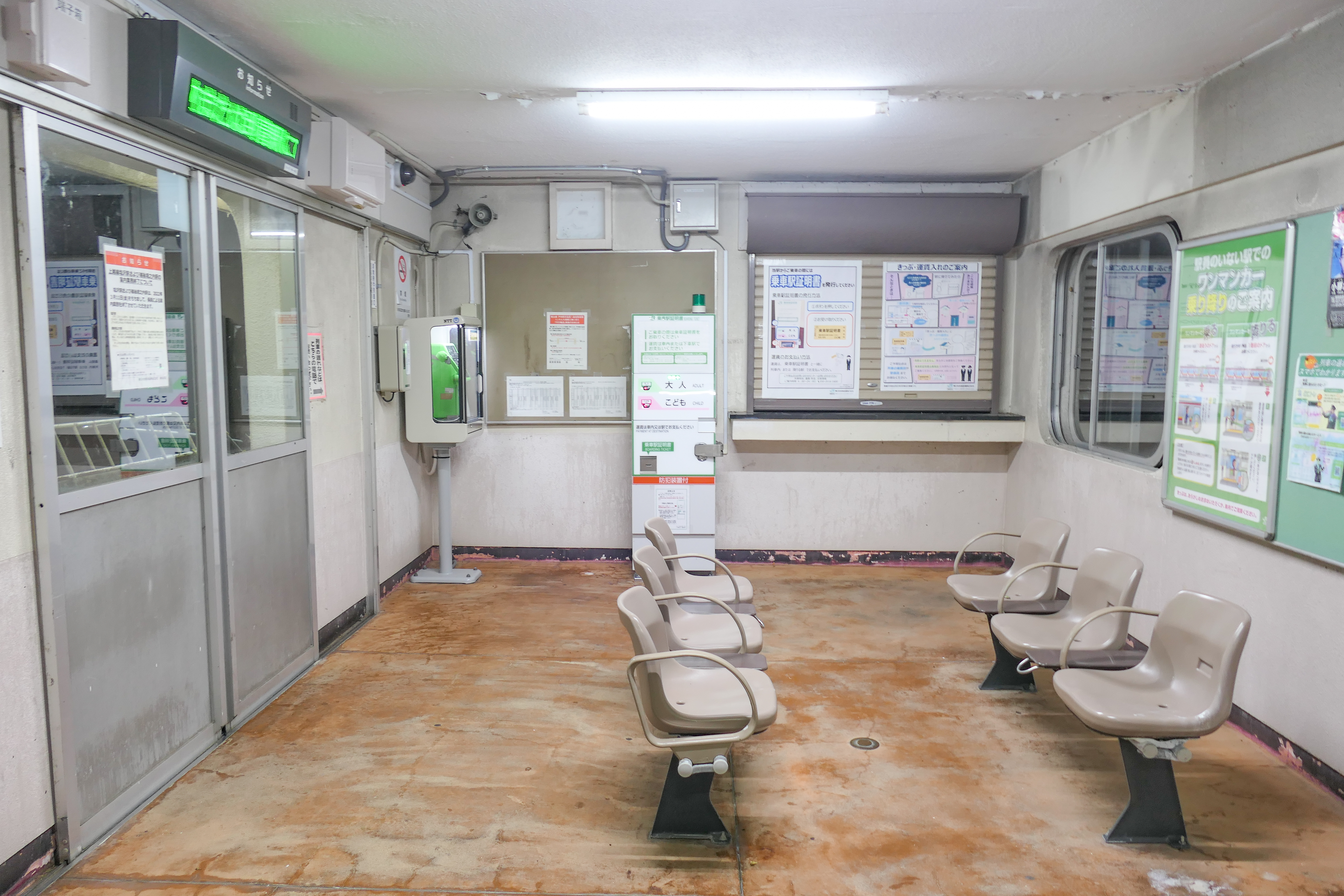
車站內部（2022年10月）

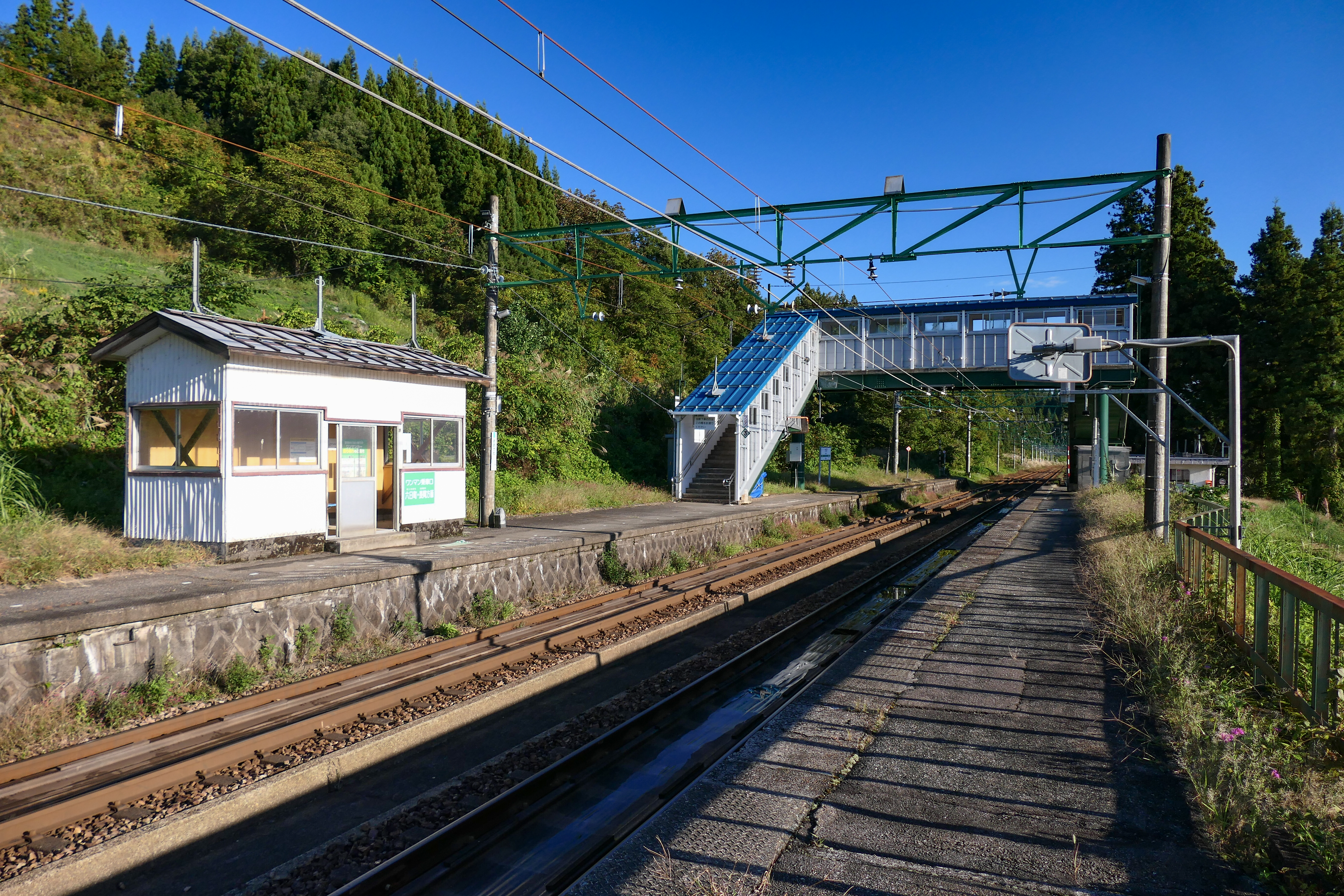
月台（2022年10月）

## 車站周邊
- 上越國際滑雪場
- 大澤山溫泉[2]

## 相鄰車站
東日本旅客鐵道
■上越線
石打－大澤－上越國際滑雪場前
北越急行
■北北線：全部列車不停此站。